# گوستاوو مانووا
گوستاوو مانووا (انگلیسی: Gustavo Munúa؛ زادهٔ ۲۷ ژانویهٔ ۱۹۷۸) یک بازیکن فوتبال اهل اروگوئه است.
وی همچنین در تیم ملی فوتبال اروگوئه بازی کرده‌است.